# متیل‌تری‌کلروسیلان
متیل‌تری‌کلروسیلان (به انگلیسی: Methyltrichlorosilane) یک ترکیب شیمیایی است. شکل ظاهری این ترکیب، مایع بی‌رنگ است.